# Дивин (Брестская область)
Ди́вин (Дывин; бел. Дзівін, полес. Дывы́н) — агрогородок в Кобринском районе Брестской области Беларуси. Входит в состав Дивинского сельсовета. Бывшее местечко, в 1940—1959 годах — центр Дивинского района.
Численность населения — 2 870 человек (на 1 января 2023 года).

## География
Агрогородок расположен в 6 км к северу от белорусско-украинской границы, в 3 км к юго-западу от озера Любань, в 33 км к юго-востоку от города и станции Кобрин и в 78 км к востоку от Бреста.
На 2012 год площадь населённого пункта составила 15,65 км² (1565 га).

## Этимология
По мнению белорусского топонимиста Вадима Жучкевича, название Дивин образовалось от основ «дивиться» и «диво» в значении чудо. Согласно гипотезе краеведа Юрия Борисюка, топоним происходит от слова «дывына» — диалектного названия щавеля конского. Официальное название агрогородка — Дивин, при этом местные жители старшего поколения населённый пункт традиционно называют Дывы́н, а также повсеместно используется полонизированное название Ды́вин (от Dywin).

## История
В Великом княжестве Литовском
В исторических источниках село впервые упоминается под 1466 годом. В 1546 году — местечко, центр Дивинской волости Брестского повета Великого княжества Литовского. В 1629 году великий князь литовский Сигизмунд III подтвердил право дивинцев на еженедельный рынок по четвергам. В 1642 году Дивин получил ограниченное магдебургское право от великого князя Владислава IV (войт назначался королём и великим князем).
В 1668 году Дивин — город в составе Полесского ключа Брестской экономии. В ключе насчитывалось 53 волоки земли, 2 церкви, 2 мельницы, огороды и корчма. В 1682 году в Дивине было 2 церкви (имели 2 вольные волоки земли), ратуша (2 волоки), костёл (4 волоки), 2 мельницы и корчма. В 1776 году магдебургское право Дивина было ликвидировано (в рамках программы реформ в Речи Посполитой). В 1789 году город был административным центром Дивинского ключа Брестской экономии. В городе насчитывалось 872 жителя (194 хозяйства, из них 173 принадлежали христианам), рыночная площадь и 4 улицы.
В Российской империи
3 сентября 1794 года в ходе восстания Костюшко около Дивина произошло сражение между частями русской императорской армии под командованием Александра Суворова и восставшими, в котором последние были разбиты.
В 1795 году Дивин был включён в состав Российской империи, в Кобринском уезде. С 1801 года — в Гродненской губернии. 3 марта 1797 года местечко Дивин с 988 жителями подарено потомкам генерал-фельдмаршала графа Петра Александровича Румянцева-Задунайского.
В 1819 году крестьяне и жители местечка (свыше 200 дворов, 1000 жителей) отказались отрабатывать повинности до окончательного рассмотрения дела об их вольности. 20 августа 1819 года в Дивин прибыло 300 вооружённых солдат. Власти были вынуждены разрешить жителям выбрать 10 человек для переговоров. Асессор Гродненской губернского управления и Кобринский земский эконом в присутствии солдат зачитали крестьянам указ губернского управления, в котором они просили военной помощи у губернатора, подчёркивая, что духовенство поддержало крестьянский протест.
В 1862 году в Дивине открыто народное училище. В 1886 году местечко — центр Дивинской волости, насчитывало 159 дворов, 1644 жителей, 5516 с четвертью десятин земли (на 1890), волостное правление, 3 православные церкви (511 с четвертью десятин земли в 1890), синагогу, школу, 5 магазинов, заезжий двор, 2 питейных дома, 3 ярмарки. Около местечка находилось имение помещика А. Ягмина «Дивин» (с 1846 года — владение помещика Минина), ветряная мельница, 8135 с четвертью десятин земли (вместе со всеми имениями). Дивинская юридика занимала 428 с четвертью десятин земли с 76 ревизскими душами.

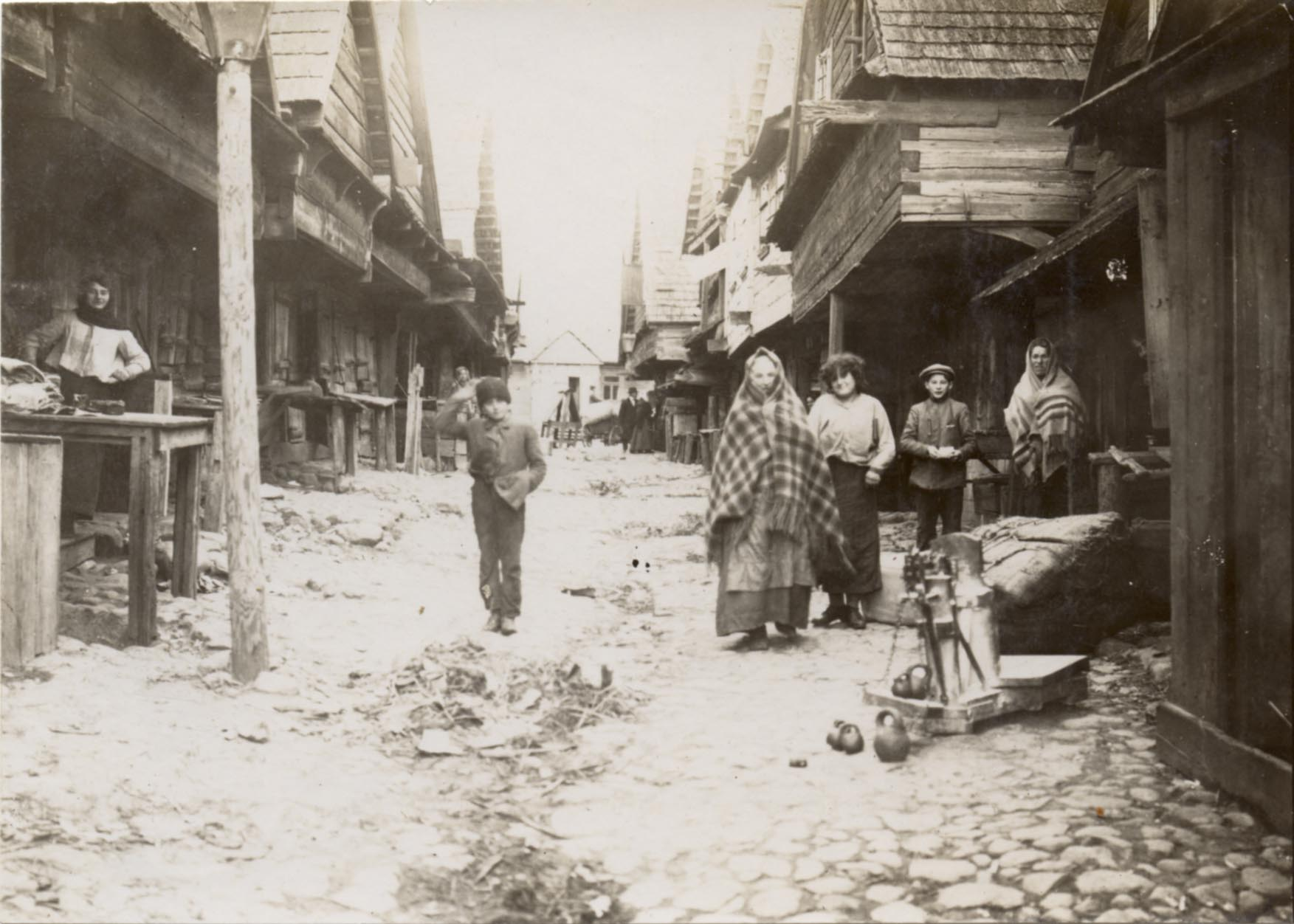
Улица местечка, 1915 год
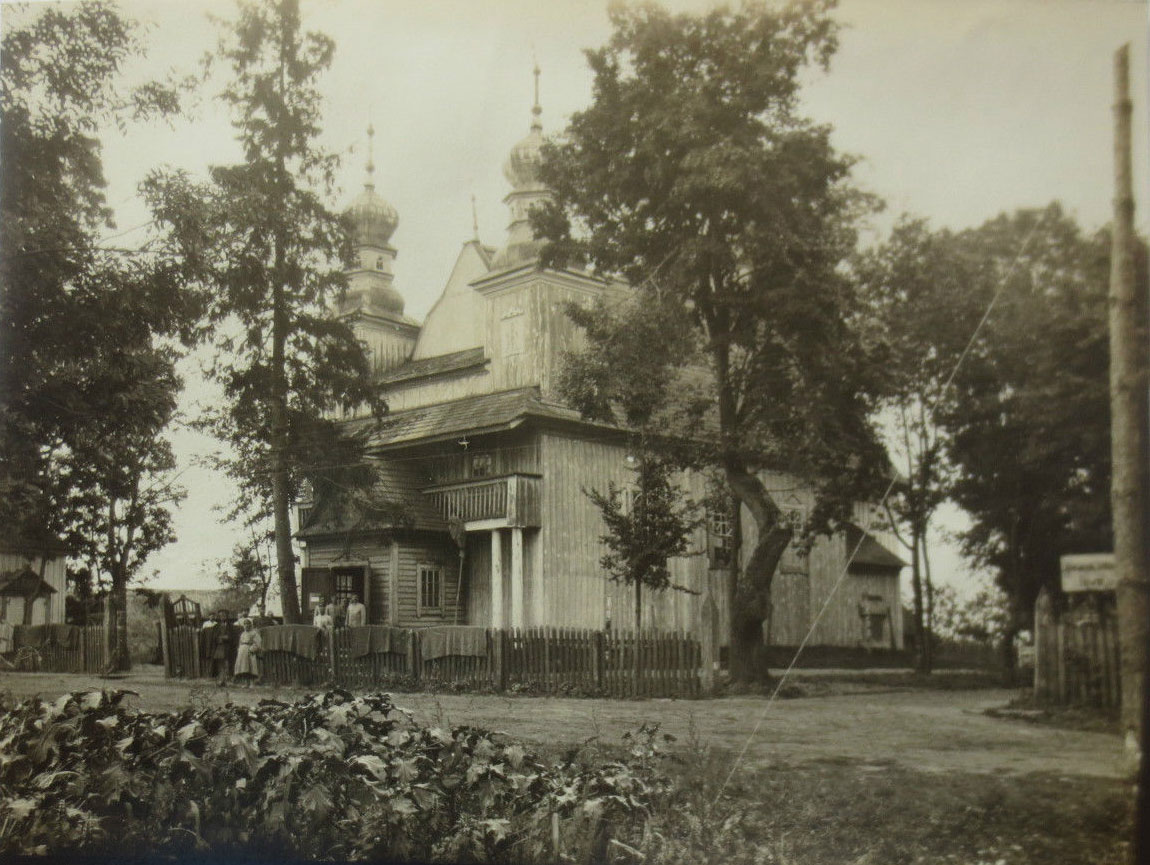
Улица Кобринская. Церковь, 1917 год
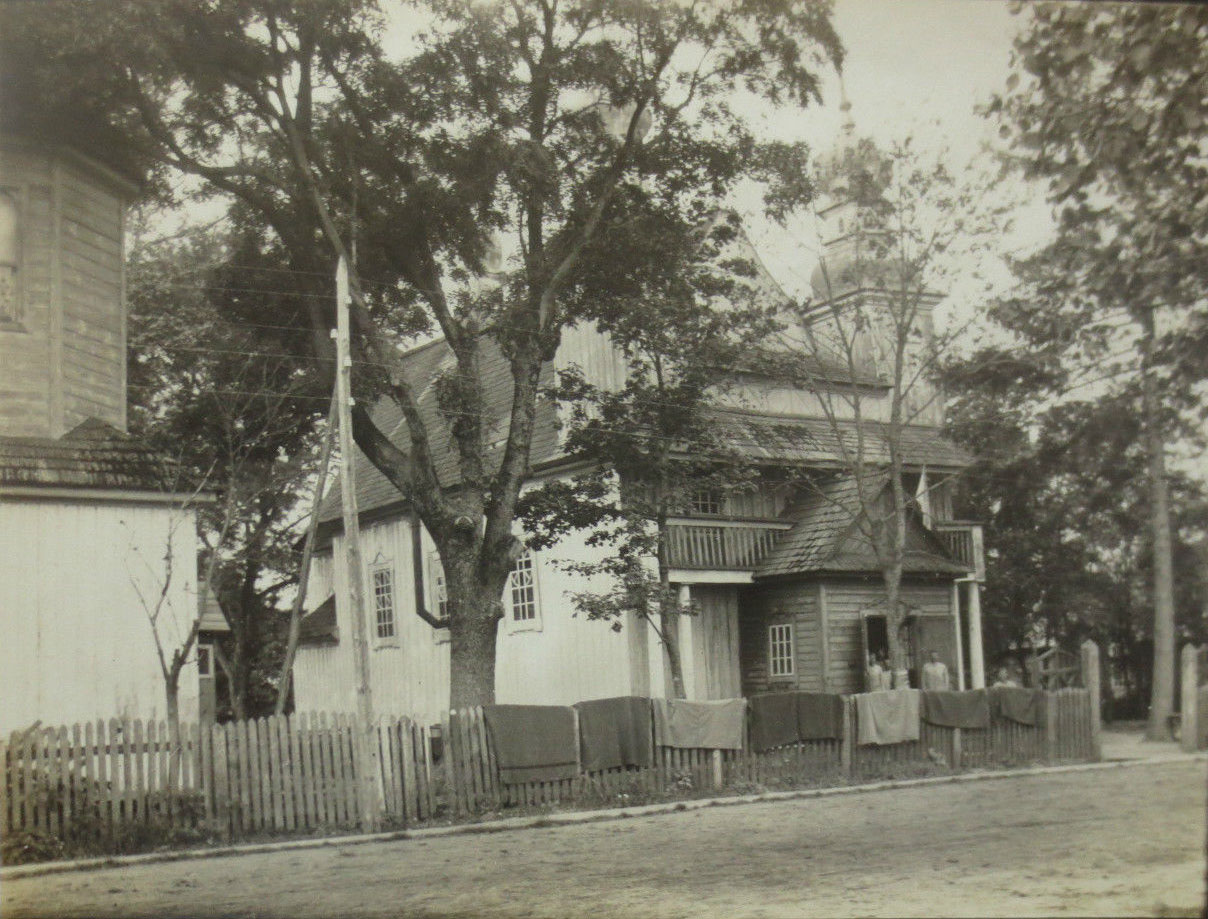
Улица Кобринская. Церковь
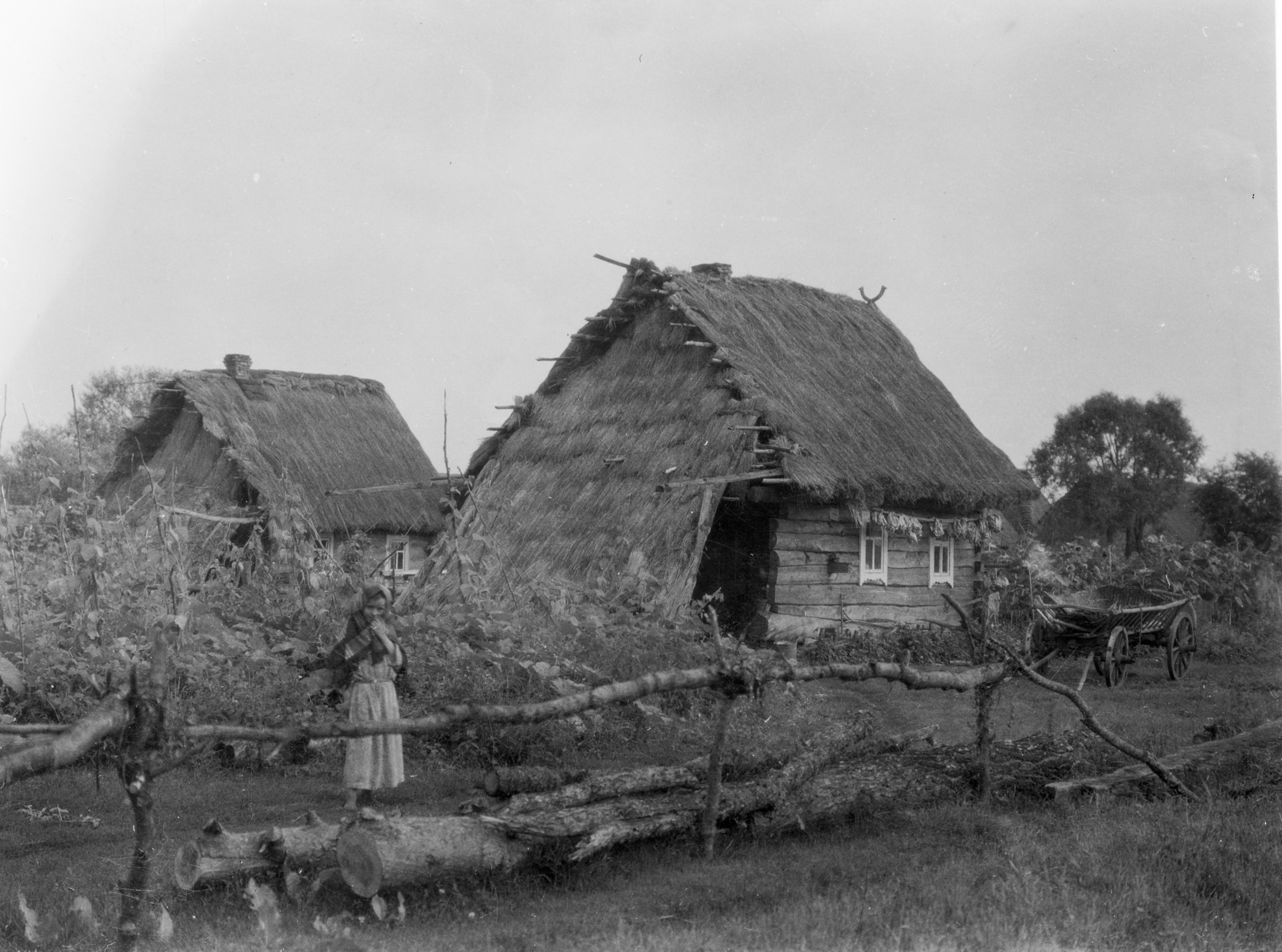
Крестьянские хаты

В 1878 году в местечке насчитывалось 2490 человек (1201 мужчин и 1289 женщин), у том числе 998 евреев. В 1888 году — 2516 жителей, в православном приходе — 3663 верующих. В 1897 году — 873 двора, 3796 жителей, 3 церкви, синагога, еврейский молельный дом, народное училище (в 1889—1890 учебном году в училище занималось 74 мальчиков, 9 девочек; в 1892—1893 — 71 мальчик, 9 девочек), лечебница, волостное правление, почтовое отделение, 2 хлебнозапасочных магазина, 15 магазинов, маслобойня, 14 мельниц, питейный дом; 6 однодневных ярмарок в год. В имении проживало 60 человек.
В 1905 году в Дивине 3967 жителей, в народном училище училось 100 мальчиков, 4 девочек; в имении — 58 девочек. В 1911 году — 4347 жителей, в имении Дивин (принадлежало В. Чернову) — 42 жителя. В 1915 году поселение было занято войсками кайзеровской Германии, с 1919 года — польскими войсками.
Во II Речи Посполитой

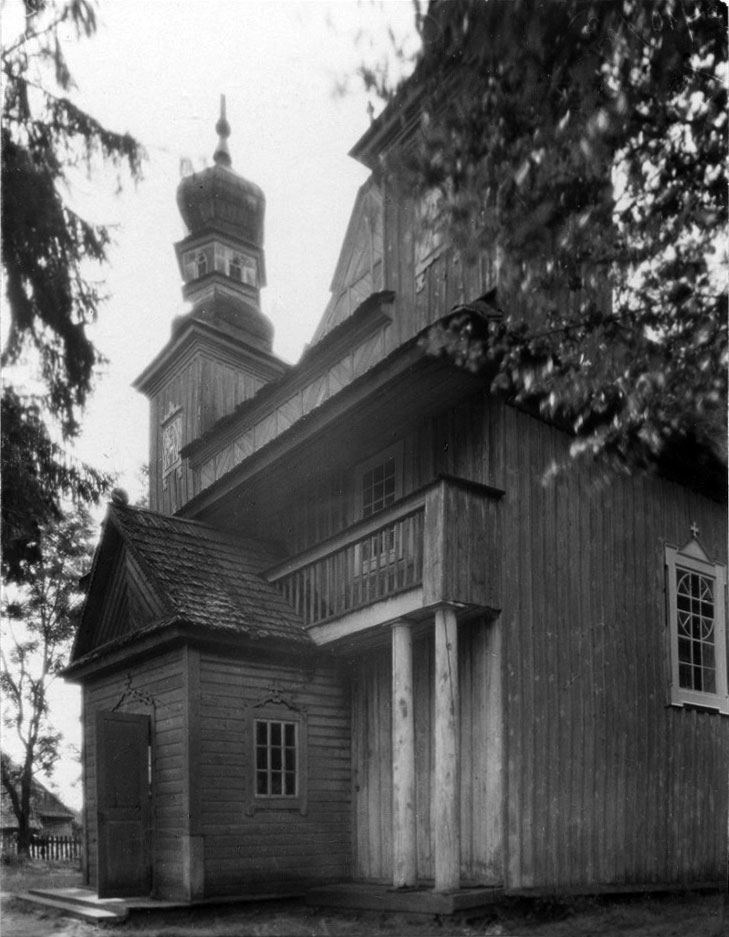
Церковь, 1929 год
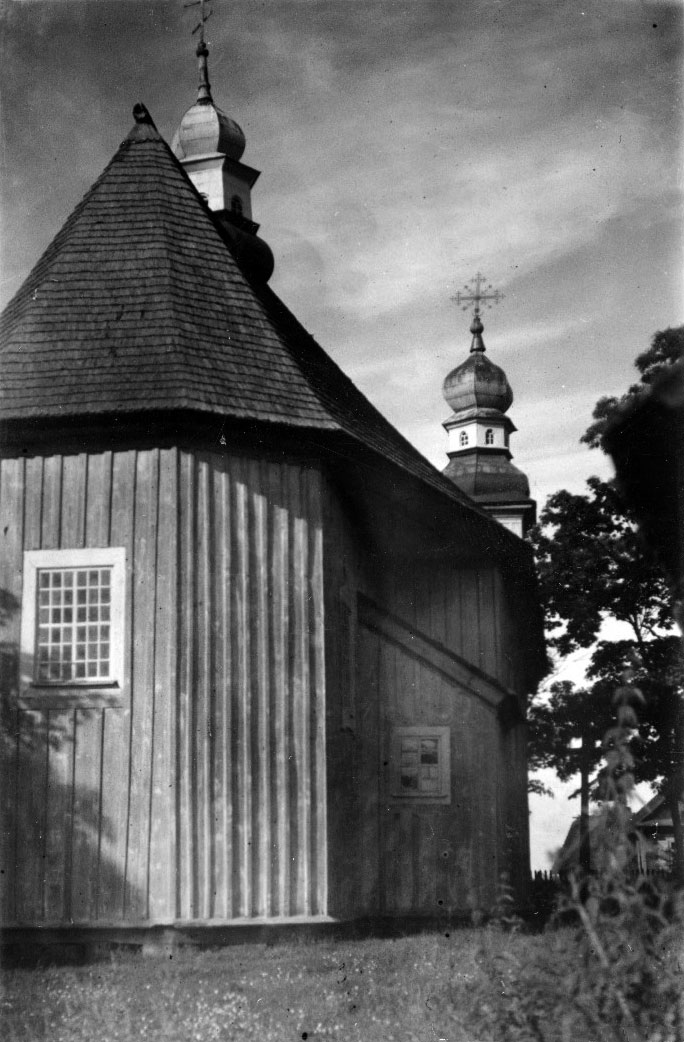
Церковь, вид со стороны апсиды
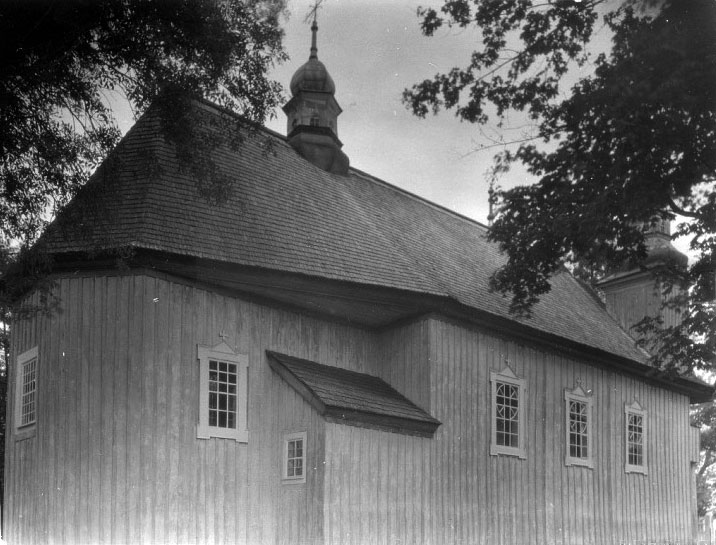
Церковь, боковой фасад
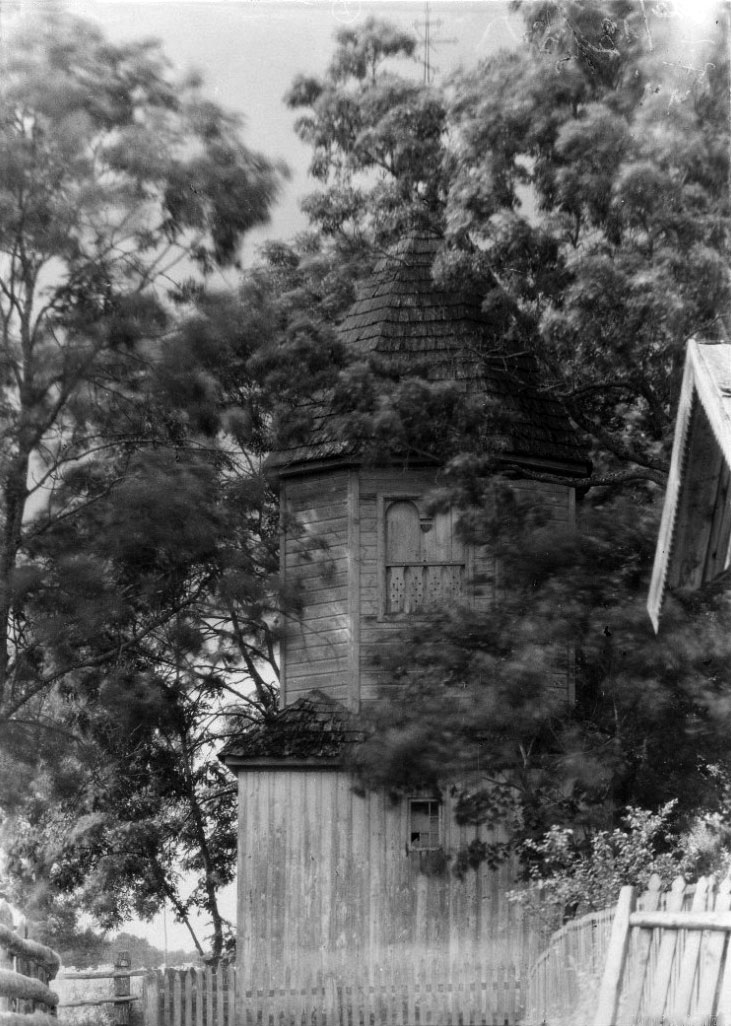
Колокольня

С 1921 года — центр гмины в составе Кобринского повета Полесского воеводства II Речи Посполитой. В местечке насчитывалось 373 двора, 2299 жителей; на хуторе, в имении и в колонии — 71 двор, 403 жителя. В 1931 году Дивинская гмина насчитывала 8326 жителей, 84 населённых пункта, занимала площадь 280 км². В местечке работали еврейская библиотека, театральный и хоровой кружки.
В БССР
В 1939 Дивин включён в состав БССР. С 15 января 1940 года — центр Дивинского района и сельсовета Брестской области. С 8 августа 1959 года — в составе Кобринского района. В 1940 году в Дивине насчитывалось 1009 дворов, 4187 жителей, работали почтовое отделение, 7-летняя школа (400 учеников), аптека, больница с амбулаторией, ветеринарный пункт, народный дом, 20 частных магазинов, хлебный и книжный магазины, 2 моторные мельницы, 3 хлебопекарни, бойня, ресторан, портная и кузнечная артели, завод прохладительных напитков, маслозавод. В 2-х км от Дивина на бывшем участке осадников в марте 1940 года была организована Машинно-тракторная станция (директор Авсеенко). Дивинский район насчитывал 138 населённых пунктов, 11 сельсоветов, 26117 жителей.
В годы Великой Отечественной войны Дивин был оккупирован немцами 24 июня 1941 года, освобождён 21 июля 1944 года частями 61 армии 1-го Белорусского фронта. В Дивинском районе захватчиками было уничтожено 2819 жителей. В 1949 году в центре села был установлен обелиск 74 советским войнам и 2 партизанам, погибшим в боях за село и похороненным здесь. Немцами было расстреляно 1450 жителей села, которые похоронены на территории завода металлических изделий (в 1951 году установлен обелиск).
В 1945 году была восстановлена машинно-тракторная станция, однако тракторов в ней не было. Издавалась газета Дивинской МТС «За большевистские колхозы», в 1953 году она была переименована в «Сталинский путь». Вскоре начала издаваться районная газета «Ленинский призыв» (ответственный редактор А. Мельников), в 1947 году строилась неполная средняя школа, работали районный клуб, библиотека, новый магазин. На территории района действовало 11 читален. В 1949 году в селе создан колхоз «Заря», в 1950 году открыты ясли, началось строительство нового здания районной больницы. По переписи 1959 года, Дивин — село с населением в 3489 человек, 1970 года — 4677 человек. Село было центром колхоза «Новая жизнь».
В Республике Беларусь
В 1999 году в селе насчитывалось 1553 хозяйства, 4293 жителей. Работали исполком сельсовета, администрация колхоза, Дом культуры, клуб, 3 библиотеки, школа-интернат, музыкальная, спортивная и средняя школы, 2 детских сада, комбинат бытового обслуживания, кафе, 11 магазинов, больница, аптека, ветеринарная лечебница и отделение связи. Действовали маслозавод, пекарня, филиал Кобринской мебельной фабрики, отделение «Сельхозтехники», 2 лесничества.

## Инфраструктура
В агрогородке расположены почтовое отделение, средняя школа, ясли-сад, Дом культуры, участковая больница и одиннадцать магазинов.

## Культура
- Историко-этнографический музей «Спадчына» ГУО «Дивинская средняя школа»
- Живой интерактивный музей истории пчеловодства

## События и мероприятия
- В 2020 году прошёл областной фестиваль «Дажынкi»

## Достопримечательности
- Церковь Св. Параскевы Пятницы (1728—1740) —  Историко-культурная ценность Республики Беларусь, шифр 112Г000421
- Церковь Рождества Пресвятой Богородицы (1902)[12]
- Суворовский дуб, который находится вблизи населённого пункта. Памятник природы республиканского значения с 1968 года. Возраст дерева около 450 лет, высота 31 метр, диаметр 1,5 метра. По народному преданию, во время похода в сентябре 1794 года под этим деревом отдыхал русский полководец А. В. Суворов[13].
- Протестантский храм (конец XX в.)

#### Утраченное наследие
- Синагога (XIX век)

## Галерея

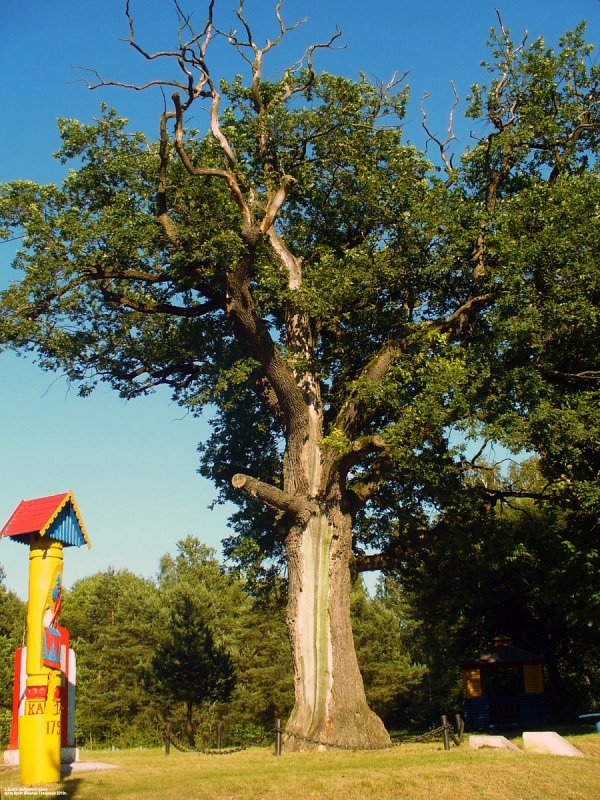
Суворовский дуб
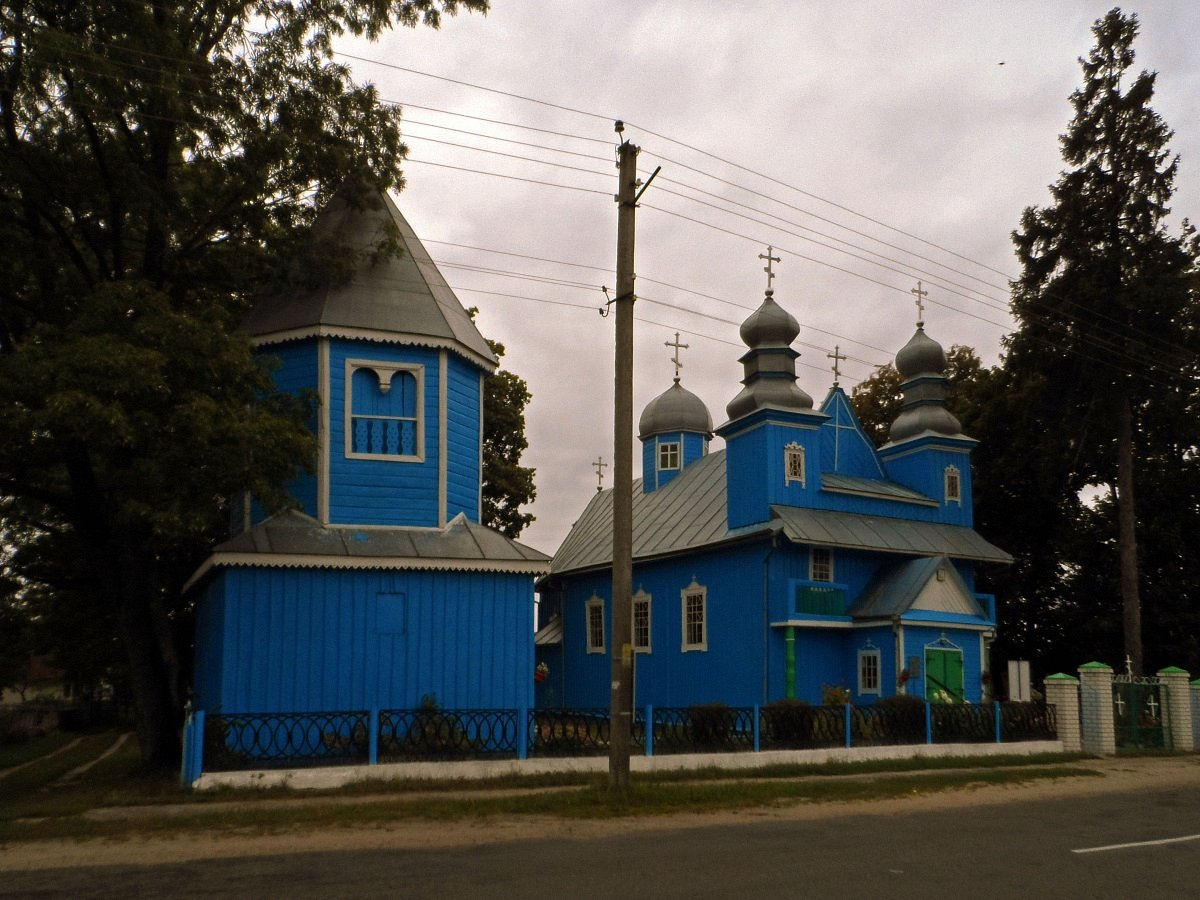
Церковь Святой Параскевы Пятницы